# Томашевский, Казимир Адамович
Казими́р Ада́мович Томаше́вский (1 ноября 1914, Бердичев — 11 апреля 1983, Минск) — командир мотострелкового батальона 21-й гвардейской Ярославской Краснознамённой, ордена Богдана Хмельницкого механизированной бригады 8-го гвардейского механизированного корпуса 1-й гвардейской танковой армии 1-го Белорусского фронта, капитан, Герой Советского Союза.

## Биография
Родился 1 ноября 1914 года в городе Бердичеве ныне Житомирской области Украины в семье рабочего. Поляк. Член КПСС с 1944 года. В 1932 году окончил школу-семилетку. Работал сортировщиком писем на главпочтамте в Бердичеве.
В Красную Армию призван в 1936 году. В 1939 году окончил в городе Термез курсы младших лейтенантов, в 1942 году — курсы «Выстрел». В действующей армии с февраля 1942 года. Воевал на Брянском, Центральном, Воронежском, 1-м Украинском и 1-м Белорусском фронтах. Был трижды ранен.
Командир мотострелкового батальона 21-й механизированной бригады капитан Казимир Томашевский в числе первых 19 апреля 1945 года переправился на противоположный берег реки Шпре и захватил плацдарм.
Своими смелыми и решительными действиями отважный офицер способствовал переправе всей бригады и выходу её на восточную окраину столицы гитлеровской Германии — Берлина.
Указом Президиума Верховного Совета СССР от 31 мая 1945 года за отвагу и мужество, проявленные в боях за Берлин, капитану Томашевскому Казимиру Адамовичу присвоено звание Героя Советского Союза с вручением ордена Ленина и медали «Золотая Звезда».
После войны мужественный комбат продолжал службу в Советской Армии. В 1952 году он окончил курсы «Выстрел». С 1958 года подполковник Томашевский К. А. — в запасе. Жил в столице Белоруссии городе-герое Минске, работал в народном хозяйстве. Скончался 11 апреля 1983 года. Похоронен в Минске на аллее Почётного захоронения Северного кладбища.
Награждён орденом Ленина, тремя орденами Красного Знамени, орденами Александра Невского, Красной Звезды, медалями.